# メルヴィン・ニューマン
メルヴィン・スペンサー・ニューマン（Melvin Spencer Newman、1908年3月10日 - 1993年5月30日）は、アメリカの化学者。オハイオ州立大学教授。ニューマン投影式を考案したことで有名。

## 来歴
ニューヨーク市でユダヤ人の家庭にMae（旧姓Polack）とJacob K. Newmanの4人の子どもの末っ子として生まれた。父方の祖父はニューオーリンズのドイツ生まれの投資銀行家で慈善家のイシドール・ニューマンである。
生まれて間もなく、一家はルイジアナ州ニューオーリンズに引っ越した。14歳の時、家族でニューヨークに戻り、リバーデイル郡立学校(Riverdale County School)に通った。1925年から1932年までイェール大学に通い、Rudolph J. Anderson教授の指導のもと、1929年に学士を優等で(magna cum laude)、1932年にPh.Dを取得した。
イェール大学、コロンビア大学、ハーバード大学で博士研究員を務めた後、オハイオ州立大学の講師として独立したキャリアをスタートさせ、生涯そこにいた。1940年に助教授となり、1944年に正教授になった。
ゴルファーでもあった。姉妹のAlice Louisはニコライ・ベレゾフスキーの最初の妻である。